# Филип Хайнрих фон Хоенлое-Валденбург
Филип Хайнрих фон Хоенлое-Валденбург (на немски: Philipp Heinrich von Hohenlohe-Waldenburg; * 3 януари или 3 юни 1591, Валденбург; † 20 март или 25 март 1644, Валденбург) е граф на Хоенлое-Валденбург.

## Произход
Той е вторият син на граф Георг Фридрих I фон Хоенлое-Валденбург в Шилингсфюрст и Глайхен (1562 – 1600) и съпругата му Доротея Ройс фон Плауен (1570 – 1631), дъщеря на граф Хайнрих XVI Ройс-Гера (1530 – 1572) и Доротея фон Золмс-Лаубах (1547 – 1595). Брат е на Лудвиг Еберхард фон Хоенлое-Валденбург-Пфеделбах (1590 – 1650) и Георг Фридрих II фон Хоенлое-Шилингсфюрст (1595 – 1635).
През 1615 г. „Хоенлое-Валденбург“ се разделя на „Хоенлое-Валденбург“ и „Хоенлое-Пфеделбах“.
Филип Хайнрих умира на 20 март 1644 г. във Валденбург и е погребан в Йоринген.

## Фамилия
Филип Хайнрих се жени на 7 май 1615 г. в дворец Нойенщайн за Доротея Валпурга фон Хоенлое-Нойенщайн (* 20 септември 1590; † 20 декември 1656), дъщеря на граф Волфганг фон Хоенлое-Вайкерсхайм (1546 – 1610) и графиня Магдалена фон Насау-Диленбург (1547 – 1633). Те имат децата:
- Волфганг Фридрих фон Хоенлое-Валденбург (1617 – 1658), женен на 24 юни 1646 г. за графиня Ева Христина фон Хоенлое-Лангенбург (1621 – 1681)
- Филип Готфрид (1618 – 1679), женен на 2 септември 1649 г. за Анна Христина фон Лимпург-Зонтхайм (1618 – 1685)
- Магдалена Юлиана (1619 – 1645), омъжена на 8 ноември 1637 г. за граф Максимилиан Вилибалд фон Валдбург-Волфег (1604 – 1667)
- София Елизабет (1620 – 1635)
- Йохан Ернст (1622 – 1622)
- Ева Доротея (1624 – 1678), омъжена на 31 август 1649 г. за вилд и райнграф Йохан Лудвиг фон Салм-Даун (1620 – 1673)
- Йохан Христиан (1625 – 1639)
- Валпургис Марта (1626 – 1626)
- Максимилиан Хайнрих (1627 – 1628)
- Пракседис Марта (1630 – 1631)
- Елеонора Анна Евзебия (1633 – 1635)